# Stockerau
Stockerau (phát âm tiếng Đức: [ʃtɔkəˈʁaʊ] ⓘ) là một thị trấn thuộc huyện Korneuburg, Hạ Áo, Áo. Stockerau có 16.974 dân cư, khiến nó trở thành thị trấn lớn nhất ở vùng Weinviertel. Stockerau còn được gọi là "Lenaustadt" (Thị trấn Lenau) vì nhà thơ Áo Nikolaus Lenau thường đến thăm ông bà mình tại đây.

## Tiện ích
Các cơ sở giải trí rất đa dạng: trung tâm chăm sóc sức khỏe, trung tâm thể thao với ba nhà thi đấu, phòng tập judo và bóng bàn, sân bowling và sân vận động bóng đá. Ngoài ra còn có sân tennis trong nhà và ngoài trời.  
Stockerau tổ chức nhiều triển lãm, buổi hòa nhạc, đọc sách và đêm ca hát tại trung tâm văn hóa "Belvedereschlößl". Trong hầm rượu của tòa lâu đài này, được xây dựng vào thế kỷ 16 và được cộng đồng thị trấn phục hồi vào năm 1984, có bảo tàng quận.  
Giữa Stockerau và sông Danube có một khu rừng lớn gọi là "Au".  
Thánh Coloman đã bị tử đạo tại đây vào năm 1012, và được biết đến với tên gọi Thánh Coloman của Stockerau.  

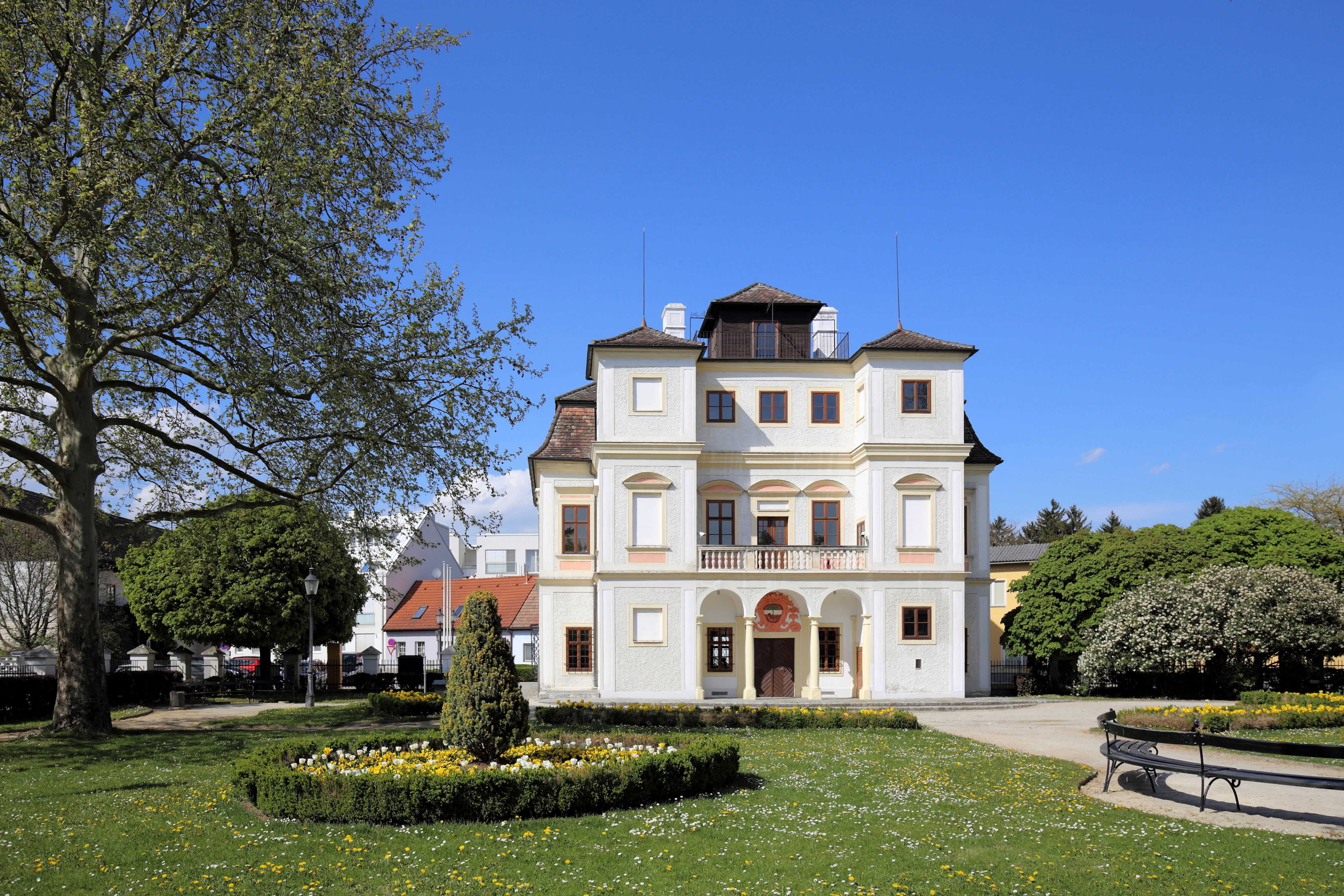
Lâu đài Belvedere

## Thị trưởng
Danh sách tất cả các thị trưởng của Stockerau theo trang chủ chính thức của thị trấn:
- 1893–1908 Julius Schaumann
- 1908–1912 Josef Weineck
- 1912–1914 Wenzel Kreuz
- 1919–1927 Eduard Rösch
- 1927–1933 Josef Wolfik
- 1933–1938 Johann Schidla
- 1938–1945 Heinrich Mayrl
- 1945–1970 Josef Wondrak (SPÖ) (1893–1982)
- 1970–1979 Franz Blabolil
- 1979–2006 Leopold Richentzky
- 2006–2019 Helmut Laab
- từ 2019 Andrea Völkl

## Giao thông
Do có khoảng cách tương đối gần với Viên, tuyến S3 của Vienna S-Bahn vận hành dịch vụ nửa giờ một chuyến đến Viên cũng như dịch vụ mỗi giờ đến Hollabrunn. Các chuyến tàu khu vực hoạt động từ Viên đến Retz và Znojmo ở phía bắc, cùng Wiener Neustadt và Payerbach-Reichenau ở phía nam.

## Nhân vật nổi bật

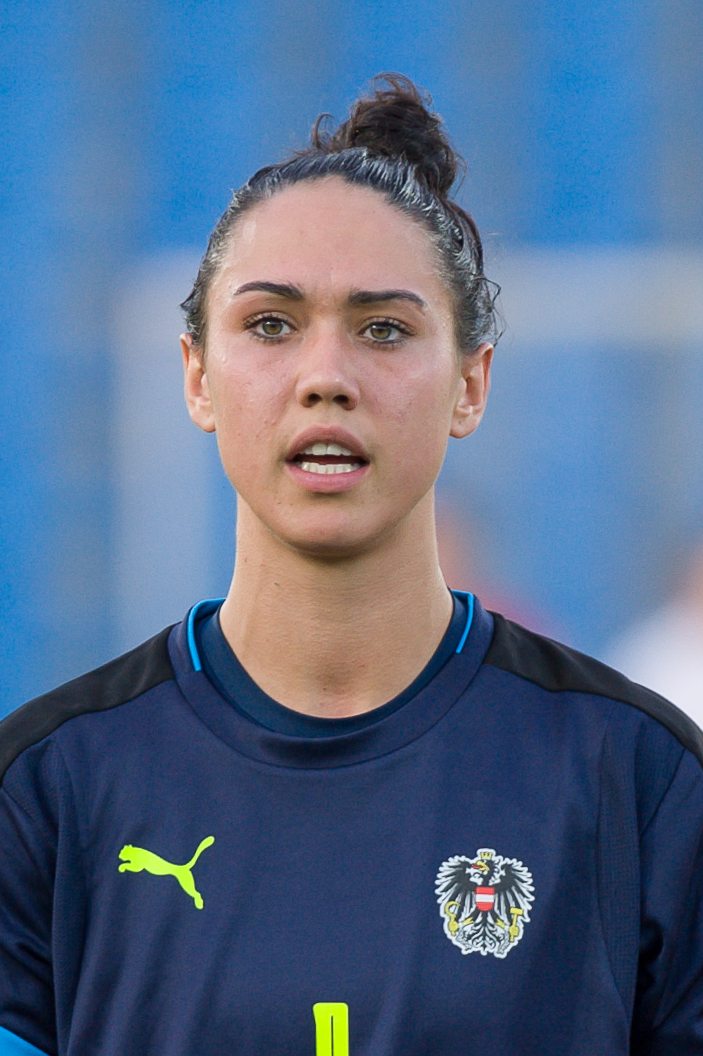
Manuela Zinsberger, 2017

- Johann August Stöger (1791–1861), ca sĩ opera người Áo, sau này là giám đốc nhà hát
- Ernst Herbeck (1920–1991), nhà thơ người Đức, sống lâu dài trong viện tâm thần
- Wolfgang Katzian (sinh 1956), nhà công đoàn
- Karl Ritter, (DE Wiki) (sinh 1959), nhạc sĩ và nhà soạn nhạc
- Thomas Lang (sinh 1967), nhạc sĩ
- Josef Pröll (sinh 1968), chính trị gia
- Johannes Grenzfurthner (sinh 1975), nghệ sĩ và nhà làm phim, lớn lên tại địa phương

### Thể thao
- Daniela Kix (sinh 1984), vận động viên quần vợt
- Manuela Zinsberger (sinh 1995), thủ môn bóng đá, đã chơi hơn 140 trận và 93 trận cho Áo nữ
- Patrick Greil (sinh 1996), cầu thủ bóng đá, đã thi đấu hơn 260 trận